# Diocesi di Pasig
La diocesi di Pasig (in latino: Dioecesis Pasigina) è una sede della Chiesa cattolica nelle Filippine suffraganea dell'arcidiocesi di Manila. Nel 2021 contava 1.597.536 battezzati su 1.915.892 abitanti. È retta dal vescovo Mylo Hubert Claudio Vergara.

## Territorio
La diocesi comprende le città di Pasig, Taguig e Pateros nella Regione Capitale Nazionale delle Filippine.
Sede vescovile è la città di Pasig, dove si trova la cattedrale dell'Immacolata Concezione.
Il territorio è suddiviso in 31 parrocchie.

## Storia
La diocesi è stata eretta il 28 giugno 2003 con la bolla Dei claritas di papa Giovanni Paolo II, ricavandone il territorio dall'arcidiocesi di Manila.

## Cronotassi dei vescovi
Si omettono i periodi di sede vacante non superiori ai 2 anni o non storicamente accertati.
- Francisco Capiral San Diego † (28 giugno 2003 - 21 dicembre 2010 ritirato)
- Mylo Hubert Claudio Vergara, dal 22 aprile 2011

## Statistiche
La diocesi nel 2021 su una popolazione di 1.915.892 persone contava 1.597.536 battezzati, corrispondenti all'83,4% del totale.
| anno | popolazione | popolazione | popolazione | presbiteri | presbiteri | presbiteri | presbiteri                | diaconi | religiosi | religiosi | parrocchie |
| anno | battezzati  | totale      | %           | numero     | secolari   | regolari   | battezzati per presbitero | diaconi | uomini    | donne     | parrocchie |
| ---- | ----------- | ----------- | ----------- | ---------- | ---------- | ---------- | ------------------------- | ------- | --------- | --------- | ---------- |
| 2003 | 1.040.400   | 1.156.000   | 90,0        | 38         | 36         | 2          | 27.378                    |         | 2         | 102       | 25         |
| 2004 | 960.407     | 1.210.000   | 79,4        | 29         | 29         |            | 33.117                    |         |           | 7         | 29         |
| 2013 | 1.207.000   | 1.604.000   | 75,2        | 55         | 55         |            | 21.945                    |         |           | 58        | 30         |
| 2016 | 1.360.949   | 1.639.697   | 83,0        | 38         | 30         | 8          | 35.814                    |         | 8         | 56        | 30         |
| 2019 | 1.453.885   | 1.751.570   | 83,0        | 42         | 32         | 10         | 34.616                    |         | 10        | 67        | 60         |
| 2021 | 1.597.536   | 1.915.892   | 83,4        | 41         | 37         | 4          | 38.964                    |         | 5         | 11        | 31         |